# Fairmount Heights
Fairmount Heights – miasto w Stanach Zjednoczonych, w stanie Maryland, w hrabstwie Prince George’s.